# Vitor Bueno
Vitor Frezarin Bueno (Monte Alto, 5 de setembro de 1994) é um futebolista brasileiro que atua como meio-campista. Atualmente joga no Cerezo Osaka.

## Carreira

### Início
Vitor Bueno começou sua carreira nas categorias de base do Monte Azul antes de se transferir para o Bahia por empréstimo em 2011, sendo dispensado no ano seguinte.
Em 2012 ele atuou no interior de São Paulo, no Esporte Clube Meia Noite, em Patrocínio Paulista.
Em 2013, ele se juntou Botafogo-SP, inicialmente designado para a equipe sub-20.

### Botafogo-SP
Fez sua estreia como profissional pelo Botafogo-SP em 25 de janeiro de 2014 no Campeonato Paulista, durante o segundo tempo da vitória por 4 a 2 em casa contra o Paulista.
Vitor Bueno marcou seu primeiro gol como profissional em 1 de agosto de 2014, em jogo da Copa Paulista diante do Santacruzense. Naquele torneio, ele fez 8 gols no total pela equipe que foi vice-campeã. As boas atuação valeram uma renovação de contrato até 2017.
Em 5 de abril de 2015, marcou seu primeiro gol no Campeonato Paulista, aos cinco minutos do segundo tempo, na vitória sobre o São Paulo por 2 a 0.

### Santos

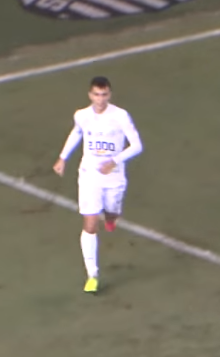
Vitor Bueno em 2016 jogando pelo Santos.

No dia 20 de julho de 2015, Vitor Bueno acertou sua transferência para o Santos, para jogar na equipe sub-23 do alvinegro, porém foi promovido pelo técnico Dorival Júnior para a primeira equipe em agosto do mesmo ano.
Fez sua estreia pelo Santos no dia 16 de setembro de 2015, contra o Atlético Mineiro em partida válida pela 26ª rodada do Campeonato Brasileiro de 2015 vencida por 4 a 0, substituindo o atacante Ricardo Oliveira e dando sua primeira assistência pela equipe para um gol marcado por Marquinhos Gabriel. No dia 6 de dezembro de 2015, na ultima partida do clube na temporada fez seu primeiro pelo peixe, o quarto gol do Santos na partida, e também deu uma assistência para Geuvânio marcar o quinto gol na vitória por 5 a 1 diante do Atlético Paranaense.
Mesmo começando 2016 no banco de reservas, Bueno ganhou várias chances durante o Campeonato Paulista e se tornou titular absoluto da equipe. Em maio de 2016, foi contratado pelo Santos de forma definitiva, com vínculo até 31 de maio de 2020.
Por suas boas atuações no Brasileirão de 2016, incluindo a briga pela artilharia do campeonato com 10 gols, foi eleito a Revelação do Campeonato no Prêmio Craque do Brasileirão.
Em julho de 2017, sofreu uma lesão no ligamento cruzado anterior do joelho direito e precisou passar por uma cirurgia.

### Dínamo de Kiev
Em 2 de agosto de 2018, Vitor Bueno foi anunciado como novo jogador do Dínamo de Kiev com vínculo de empréstimo de dois anos.

### São Paulo

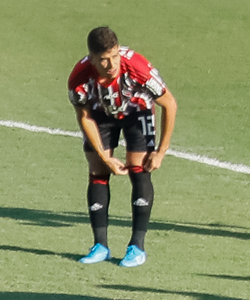
Vitor Bueno com o São Paulo em 2019

#### Início
Em 3 de abril de 2019, foi confirmado como novo reforço do São Paulo, por empréstimo até o fim de 2020.
Marcou seu primeiro gol pelo Tricolor em 22 de julho de 2019, na vitória por 4-0 sobre a Chapecoense, em jogo válido pela décima primeira rodada do Campeonato Brasileiro. Aos 45 minutos do segundo tempo, o jogador recebeu o cruzamento do lateral Igor Vinícius e, de cabeça, garantiu seu gol na vitória do time da casa.
Em 11 de dezembro de 2019, acertou em definitivo com o São Paulo, que em troca cedeu o atacante Raniel ao Santos.

#### 2021
Em 2021, começou a temporada mudando de posição, indo de meia para centroavante, a pedido do técnico Hernán Crespo. Com a saída do treinador argentino e a chegada de Rogério Ceni para o comando da equipe, perdeu espaço até mesmo entre os reservas. Vitor marcou ao total 6 gols na temporada de 2021. Sendo dois na Copa Libertadores, três no Campeonato Paulista e um no Campeonato Brasileiro.

#### 2022
Ao começo da temporada 2022, Vitor devido ao mau desempenho no ano anterior não tinha muita confiança da diretoria. Isso fez com que treinasse separado do restante do elenco no início da preparação para a temporada.
Em 21 de janeiro o São Paulo e o jogador chegaram a um acordo e conseguiram acertar a rescisão do contrato do meia. O jogador deixou o clube paulista com 120 jogos e 16 gols pelo Tricolor.

### Athletico Paranaense
Em 1 de fevereiro de 2022, Vitor foi anunciado pelo Athletico Paranaense. O jogador assinou um contrato de 3 temporada e usará a camisa de número 8.

### Cerezo Osaka
Em 2024, Vitor foi anunciado pelo Cerezo Osaka. Assinou um contrato de três anos com valor de 3,5 milhões de dólares.

## Estatísticas
Atualizado em 1 de junho de 2021.
| Equipe         | Temporada | Campeonato nacional | Campeonato nacional | Campeonato nacional | Campeonato estadual | Campeonato estadual | Copa nacional | Copa nacional | Continental[a] | Continental[a] | Outros[b] | Outros[b] | Total | Total |
| Equipe         | Temporada | Divisão             | Jogos               | Gols                | Jogos               | Gols                | Jogos         | Gols          | Jogos          | Gols           | Jogos     | Gols      | Jogos | Gols  |
| -------------- | --------- | ------------------- | ------------------- | ------------------- | ------------------- | ------------------- | ------------- | ------------- | -------------- | -------------- | --------- | --------- | ----- | ----- |
| Botafogo-SP    | 2014      | Paulista            | —                   | —                   | 7                   | 0                   | —             | —             | —              | —              | 23        | 8         | 30    | 8     |
| Botafogo-SP    | 2015      | Série D             | 0                   | 0                   | 4                   | 2                   | —             | —             | —              | —              | —         | —         | 4     | 2     |
| Botafogo-SP    | Subtotal  | Subtotal            | 0                   | 0                   | 11                  | 2                   | —             | —             | —              | —              | 23        | 8         | 34    | 10    |
| Santos         | 2015      | Série A             | 4                   | 1                   | —                   | —                   | 0             | 0             | —              | —              | —         | —         | 4     | 1     |
| Santos         | 2016      | Série A             | 33                  | 10                  | 11                  | 3                   | 4             | 0             | 0              | 0              | —         | —         | 48    | 13    |
| Santos         | 2017      | Série A             | 8                   | 0                   | 12                  | 4                   | 3             | 0             | 6              | 3              | —         | —         | 29    | 7     |
| Santos         | 2018      | Série A             | 5                   | 0                   | 8                   | 0                   | 2             | 0             | 4              | 0              | —         | —         | 19    | 0     |
| Santos         | Subtotal  | Subtotal            | 50                  | 11                  | 31                  | 7                   | 9             | 0             | 10             | 3              | —         | —         | 100   | 21    |
| Dínamo de Kiev | 2018–19   | Premier-Liha        | 2                   | 0                   | —                   | —                   | 1             | 0             | —              | —              | —         | —         | 3     | 0     |
| Dínamo de Kiev | Subtotal  | Subtotal            | 2                   | 0                   | —                   | —                   | 1             | 0             | —              | —              | —         | —         | 3     | 0     |
| São Paulo      | 2019      | Série A             | 28                  | 6                   | —                   | —                   | 1             | 0             | —              | —              | —         | —         | 29    | 6     |
| São Paulo      | 2020      | Série A             | 31                  | 2                   | 11                  | 1                   | 6             | 0             | 7              | 1              | —         | —         | 55    | 4     |
| São Paulo      | 2021      | Série A             | 19                  | 1                   | 9                   | 3                   | 2             | 0             | 6              | 2              | —         | —         | 36    | 6     |
| São Paulo      | Subtotal  | Subtotal            | 78                  | 9                   | 20                  | 4                   | 9             | 0             | 13             | 3              | —         | —         | 120   | 16    |

- a. ^ Jogos da Copa Libertadores, Recopa Sul-Americana e Copa Sul-Americana
- b. ^ Jogos do Copa Paulista e jogos amistosos

## Títulos
Athletico Paranaense
- Campeonato Paranaense: 2023

São Paulo
- Campeonato Paulista: 2021

Santos
- Campeonato Paulista: 2016

### Individual
- Prêmio Craque do Brasileirão - Revelação: 2016
- Autor do gol mais bonito do Campeonato Paulista: 2016[27]
- Artilheiro da Copa Paulista: 2014 - (8 gols)